# Sergio Reguilón
Sergio Reguilón Rodríguez (født 16. december 1996) er en spansk professionel fodboldspiller, som spiller for Premier League-klubben Tottenham Hotspur, og Spaniens landshold.

## Klubkarriere

### Real Madrid
Reguilón kom igennem Real Madrids ungdomsakademi. Han blev i 2015 udlejet til UD Logroñés i den trejdebedste række, hvor han gjorde sin førsteholdsdebut. Han vedte tilbage til Real Madrid i januar 2016, hvor han debuterede for Real Madrid Castilla, før han i august 2016 blev lejet tilbage til Logroñés.
Reguilón blev i 2018 rykket op på førsteholdet, og han fik sin debut for førsteholdet den 2. oktober 2018 i en Champions League-kamp imod CSKA Moskva.

#### Leje til Sevilla
Reguilón blev i 2019-20 sæsonen udlejet til Sevilla. Han var i sin ene sæson med klubben med til at vinde Europa League.

### Tottenham Hotspur
Reguilón skiftede i september 2020 til Tottenham Hotspur på en permanent aftale.

#### Lejeaftaler
Reguilón vendte i august 2022 hjem til Madrid, da han blev lejet til Atlético Madrid.
Reguilón blev igen udlejet i 2023-24 sæsonen, denne gang til Manchester United, som døjede med en skadeskrise på venstre-back positionen med skader til både Luke Shaw og Tyrell Malacia. Lejeaftalen blev ophævet i januar 2024 da skadeskrisen var ved at være overstået, og han vendte hermed tilbage til Tottenham.
To uger efter at have vendt tilbage til Tottenham i januar 2024, blev Reguilón igen udlejet, denne gang til Brentford.

## Landsholdskarriere

### Ungdomslandshold
Reguilón spillede i 2019 en enkelt kamp for Spaniens U/21-landshold.

### Seniorlandshold
Reguilón debuterede for Spaniens landshold den 6. september 2020.

## Titler
Real Madrid
- FIFA Club World Cup: 1 (2018)

Sevilla
- UEFA Europa League: 1 (2019-20)

Individuelle
- UEFA Europa League Sæsonens hold: 1 (2019-20)